# Труфанов, Григорий Константинович
Григо́рий Константи́нович Труфа́нов (род. 13 июня 1997, Иркутск, Россия) — российский футболист, защитник клуба «Иркутск».

## Карьера
Воспитанник иркутского футбола. Начинал свою карьеру в местных командах «Байкал» и «Зенит (Иркутск)». В июле 2018 года защитник подписал контракт с клубом ФНЛ «СКА-Хабаровск». 27 февраля 2021 года на первой минуте матча против московского «Торпедо» (0:0) Труфанов в единоборстве с Андреем Евдокимовым получил тяжёлую травму — перелом височной кости, сотрясение и ушиб головного мозга. Сразу после инцидента защитник в срочном порядке был доставлен Боткинскую больницу, где некоторое время оставался под наблюдением врачей. После восстановления играл за вторую команду «СКА-Хабаровска», где был её капитаном. В октябре 2021 года в поединке ФНЛ-2 против клуба «Металлург-Видное» оформил хет-трик с пенальти. Зимой 2022 года перешёл в армянский клуб «Ноа». Дебютировал в армянской аремьер-лиге 9 мая в матче против клуба «Арарат-Армения» (1:0): в поединке на 68-й минуте россиянин заменил Артура Карташяна. Позже выступал в рядах «Носты». С 2023 года — игрок «Иркутска».

## Достижения
- Бронзовый призёр группы 2 Дивизиона «Б» Второй лиги: 2023